# Émilie Fillion
Émilie Fillion (* 10. Juni 1990 in Montreal) ist eine ehemalige kanadische Fußballspielerin.

## Leben
Die in Montreal geborene Fillion wuchs mit ihrem jüngeren Bruder Maxime (Eishockeyspieler für die Saint Hubert Jets) im benachbarten Saint-Hubert, Québec auf. Sie besuchte in Longueuil von 2004 bis 2005 das Collège Édouard-Montpetit sowie von 2006 bis 2008 das Collège Français, bevor sie sich 2008 für ein Studium an der Wright State University einschrieb.

### Fußball-Karriere

#### Im Verein
Fillion startete ihre Karriere 2003 mit dem Team Rive Sun in der Association Régionale de Soccer de la Rive-Sud und spielte in verschiedenen Auswahlteams der Provinz Québec. In dieser Zeit spielte sie in ihrer Schulzeit für die CEGEP Edouard-Montpetit Lynx sowie zwei Jahre lang für die Français Titans, dem Athletic Team des Collège Français. Im Herbst 2008 nach ihrem High-School-Abschluss begann sie mit dem Soccer spielen für die Wright State Raiders. Dort lief sie in den Semesterferien 2012 für den Dayton Dutch Lions FC auf. In ihrem zweiten Jahr bei den Dayton Dutch Lions wurde sie mit Beginn der Saison 2013 der W-League Mannschaftskapitänin ihres Teams. Nach dem Ende der USL-W-League-Saison 2013 kehrte sie an die Wright State University zurück und spielte ein Vierteljahr für die Raiders. In den Semesterferien 2014 ging sie erstmals nach Europa und spielte in den Niederlanden für den FC Twente Enschede. In dieser Zeit erzielte sie drei Tore in sieben Spielen für Twente in der BeNe League, bevor sie im Sommer sie im Sommer 2014 nach Kanada zu den Laval Comets zurückkehrte. Nach ihrer Rückkehr erzielte sie zwei Tore in fünf Spielen für die Comets. Am 8. Oktober 2014 kehrte Fillion nach Europa zurück und unterschrieb beim Frauen-Bundesliga-Team MSV Duisburg. Nach einer Saison und dem Abstieg des MSV Duisburg, verließ sie den Verein. Sie kehrte im Juli 2015 zu den Laval Comets in die W-League zurück und beendete dort 2016 mit Ausstieg aus der W-League, ihre Karriere.

#### Nationalmannschaft
Fillion lief 2005 neben Mélissa Busque in der kanadischen U-15-Fußballnationalmannschaft auf. In dieser Zeit absolvierte sie für das Team im Herbst 2005 ein dreimonatiges Trainingscamp in Leipzig.

### Basketballkarriere
Fillion spielte in ihrer College-Zeit am Collège Édouard-Montpetit zwei Jahre lang aktiv als Shooting Guard Basketball für die CEGEP Edouard-Montpetit Lynx.

## Persönliches
Seit 2016 ist sie Bier-Sommelière des deutschen Bierherstellers Krombacher in Montreal.